# Longny-au-Perche
Longny-au-Perche est une ancienne commune française, située dans le département de l'Orne en région Normandie, devenue le 1er janvier 2016 une commune déléguée au sein de la commune nouvelle de Longny les Villages.
Elle est peuplée de 1 275 habitants.

## Géographie
Longny-au-Perche est une commune du Sud-Est du département de l'Orne au nord de la  région naturelle du Perche.
- Cours d'eau : la Commeauche, la Jambée, ruisseaux de l'Étang Chiot, la Robioche, du Vaugelé, de la Goudière, de la Fermée, de Breffin.
- Forêt de Longny, bois de Faverolles.
- Étangs des Gars, des Demoiselles.

## Histoire
Longny est une ancienne baronnie du Perche et la seule terre titrée de la généralité d'Alençon. À la maison de Longny appartenait Louis, seigneur de Longny, conseiller et chambellan du roi, maréchal de France en 1412. La seigneurie de Longny passa plus tard aux seigneurs de la Frette et au XVIIIe siècle à la famille Gagnat.
Longny-au-Perche fut chef-lieu d'une élection de la généralité d'Orléans créée après 1643, et supprimée en 1685. Une partie de sa circonscription fut alors rattachée à l'élection de Mortagne, de la généralité d'Alençon, et une autre à celle de Verneuil, également de la généralité d'Alençon.
Composition de l'élection de Longny-au-Perche :
- a) Argenvillers ; Autheuil ; Berdhuis ; Boissy-Maugy ; Bretoncelles ; Brunelles ; Champrond-en-Perchet ; Coudreceau ; Coulonges-les-Sablons ; Dorceau ; Longny-au-Perche ; La Madeleine-de-Reno (dépendant de Saint-Victor-de-Reno) ; Male ; Monceaux ; Notre-Dame de Nogent-le-Rotrou ; Nocé ; Nonvilliers ; Préaux ; Le Ressort de Nogent ; La Rouge ; Saint-Cyr-la-Rozière ; Sainte-Gauburge ; Saint-Hilaire des Noyers ; Saint-Serge ; Souancé ; Trizay ; Vichères ; La Villedieu-Feuillet.

Ces 37 localités sont passées en 1685 à l’élection de Mortagne, généralité d’Alençon.
- b) Brits ; Digny ; Écluzelles ; Saint-Martin-de-Losmes ; Malétable ; Marchainville ; Marville ; Moulicent ; La Lande-sur-Eure ; Saint-Jean-des-Murgers ; Theuvy ; la Ventrouze ; Villette-aux-Bois. Ces treize localités sont passées à l’élection de Verneuil, généralité d’Alençon, en 1685.

Le 23 mai 1944, le P-47 du second lieutenant Cicero N. Morgan Jr (1920-1944) de l'USAAF s'écrase sur la commune. Le lieutenant Morgan périt dans le crash. Son P-47 immatriculé 42-76133 appartenait au 511st Fighter Squadron (en) du 405th Fighter Group (en)[réf. nécessaire].
Le 1er janvier 2016, Longny-au-Perche intègre avec sept autres communes la commune de Longny les Villages créée sous le régime juridique des communes nouvelles instauré par la loi no 2010-1563 du 16 décembre 2010 de réforme des collectivités territoriales. Les communes de La Lande-sur-Eure, Longny-au-Perche, Malétable, Marchainville, Monceaux-au-Perche, Moulicent, Neuilly-sur-Eure et Saint-Victor-de-Réno deviennent des communes déléguées et Longny-au-Perche est le chef-lieu de la commune nouvelle.

### Héraldique
| Blason de Longny-au-Perche | Blason  | Écartelé : au premier et au quatrième d'argent au chevron alésé de sable accompagné de trois croisettes du même, au deuxième d'argent aux trois fasces ondées d'azur, au troisième de gueules au lion d'or accompagné de trois maillets d'argent. |
| Blason de Longny-au-Perche | Détails | |

## Politique et administration

### Administration municipale
| Période                                  | Période       | Identité              | Étiquette | Qualité |
| ---------------------------------------- | ------------- | --------------------- | --------- | --- |
| Les données manquantes sont à compléter. |               |                       |           | |
| 1906                                     | 1906          | René de Ludre-Frolois |           | Conseiller général de l'Orne Député de l'Orne (1914-1931) Sénateur de l'Orne (1931-1944) chevalier de la Légion d'honneur et décoré de la croix de guerre |
| 1981                                     | mars 1989     | Jean Vivarès          |           | médecin ; président de la CC du Pays de Longny-au-Perche.                                                                                                 |
| mars 1989                                | mars 2008     | Jacky Legault         | DVD       | Conseiller général du canton de Longny-au-Perche (1985-2015)                                                                                              |
| mars 2008                                | avril 2014    | Danièle Lalaounis     |           | Restauratrice |
| avril 2014                               | décembre 2015 | André Grudé           |           | Professeur retraité |

| Période      | Période  | Identité            | Étiquette | Qualité |
| ------------ | -------- | ------------------- | --------- | --- |
| janvier 2016 | 2020     | André Grudé         |           | Professeur retraité |
| 2020         | En cours | Jean-Vincent du Lac | DVD       | Cadre commercial Conseiller départemental du canton de Tourouvre au Perche (depuis 2021) Vice-Président du conseil départemental |

## Démographie
En 2021, la commune comptait 1 275 habitants. Depuis 2004, les enquêtes de recensement dans les communes de moins de 10 000 habitants ont lieu tous les cinq ans (en 2006, 2011, 2016, etc. pour Longny-au-Perche) et les chiffres de population municipale légale des autres années sont des estimations.
| 1793  | 1800  | 1806  | 1821  | 1836  | 1841  | 1846  | 1851  | 1856  |
| ----- | ----- | ----- | ----- | ----- | ----- | ----- | ----- | ----- |
| 2 707 | 1 917 | 2 610 | 2 693 | 2 935 | 2 946 | 2 790 | 2 732 | 2 653 |

| 1861  | 1866  | 1872  | 1876  | 1881  | 1886  | 1891  | 1896  | 1901  |
| ----- | ----- | ----- | ----- | ----- | ----- | ----- | ----- | ----- |
| 2 625 | 2 532 | 2 377 | 2 304 | 2 145 | 2 080 | 2 023 | 1 860 | 1 822 |

| 1906  | 1911  | 1921  | 1926  | 1931  | 1936  | 1946  | 1954  | 1962  |
| ----- | ----- | ----- | ----- | ----- | ----- | ----- | ----- | ----- |
| 1 803 | 1 784 | 1 625 | 1 531 | 1 519 | 1 474 | 1 582 | 1 450 | 1 475 |

| 1968  | 1975  | 1982  | 1990  | 1999  | 2006  | 2011  | 2016  | 2020  |
| ----- | ----- | ----- | ----- | ----- | ----- | ----- | ----- | ----- |
| 1 527 | 1 549 | 1 650 | 1 575 | 1 590 | 1 624 | 1 493 | 1 395 | 1 292 |

## Économie

### Tourisme
- Parc de loisirs et camping mobil-homes trois étoiles, ouvert toute l'année.

## Lieux et monuments

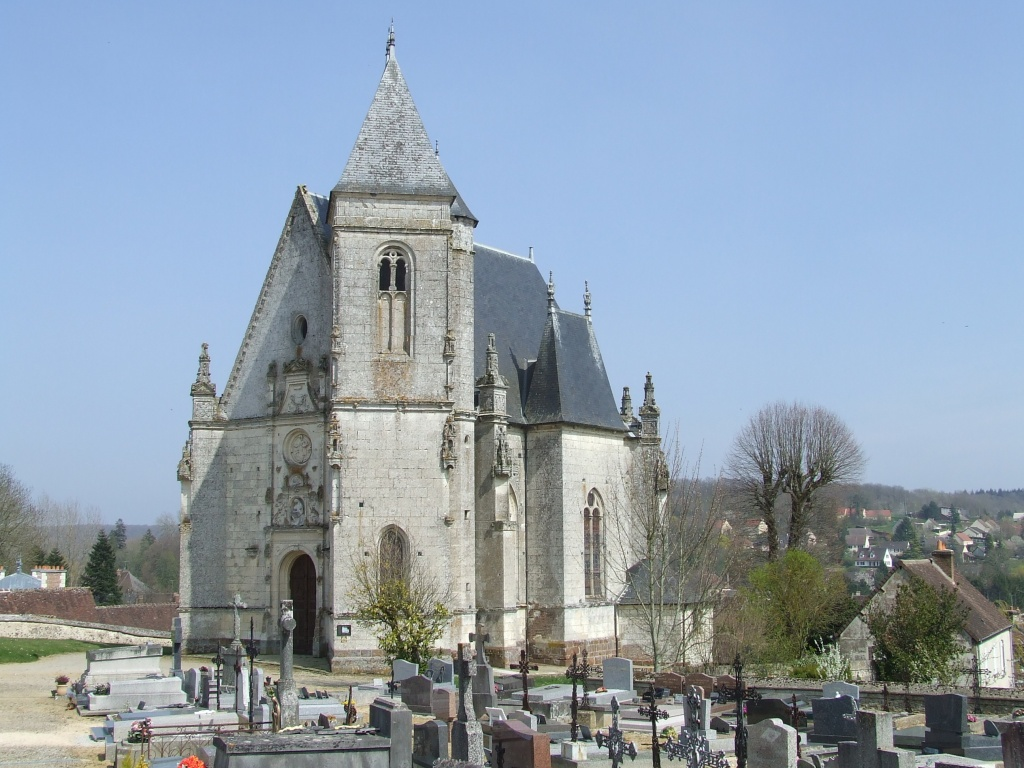
La chapelle Notre-Dame-de-Pitié.

- L'église Saint-Martin, construite au cœur du bourg, sur la Grand-Place contient des autels latéraux provenant de l'abbaye du Val-Dieu, située à quelques kilomètres de Longny, détruite à la Révolution, dont il ne reste que les bâtiments d'entrée et quelques communs (ouverte aux journées du patrimoine). L'église est aussi agrémentée de fenêtres flamboyantes, d'une tour carrée Renaissance, avec statues de cette époque. Son orgue ouvragé a également été remis en état. Un cadran solaire est toujours visible sur la face sud de la tour du clocher de l'église.
- La chapelle Notre-Dame-de-Pitié est une chapelle du style Renaissance. Construite au sortir de la ville, sur la route qui relie Longny à Mortagne (D 8), elle est un lieu de pèlerinage pour les Anglais car la reine Marie Stuart est sans doute à l'origine de sa construction[réf. nécessaire].

Ces deux églises sont ouvertes à la visite tous les jours de 9 à 19 heures. Les messes dominicales ont lieu à l'église Saint-Martin.
- Le château, dont les communs sont du XVIIe siècle, a été détruit puis reconstruit à l'identique au début du XXe siècle. Façade XVIIe classique avec fronton, terrasse, parc ombragé. Propriété privée, ne se visite pas.
- La Tour Mahé, grosse tour du XVe siècle (?) d'un ancien château, dans le parc, près de la demeure des XVIIe et XIXe siècles[11],[12].
- L'hôtel de ville est construit sur l'emplacement d'un ancien hôtel-Dieu fondé en 1300 et rétabli en 1774 par M. Boisemont, baron de Longny au Perche, dont les armes figurant à la clé de l’arcade centrale ont été adoptées par la ville de Longny. Les treize arcades en plein cintre, reposant sur des piliers alternant brique et pierre, forment halle au rez-de-chaussée. Élevées au XVIIIe siècle, elles supportent un étage réaménagé en mairie et en salle des fêtes, au XIXe.
- La villa Jumeau, construite en 1866 par Émile Jumeau, directeur de l'usine de Montreuil en région parisienne qui fabriqua les « bébés Jumeau ». Sa façade classique est construite en pierres de taille, avec son toit à la Mansart décoré d'œils-de-bœuf ouvragés. Le parc est planté d'arbres, et agrémenté d'une glacière, traversé par la rivière que surplombe un pont ouvragé. Ouverte à une visite commentée lors des journées du patrimoine.
- Des maisons anciennes à colombages sont visibles dans la rue Gaston-Gibory et la rue de l'Église, ainsi que, rue de l'Abbé-Brionne, une maison en pierre de roussard. Le Vieux Logis, situé au bord de la Jambée, présente une architecture originale avec un escalier à double révolution (demander dépliant de visite du patrimoine, en vente à l'office de tourisme).
- La Jambée parcourt la ville : une cascade de grande hauteur est visible rue du château : non loin de là elle alimente la roue d'un moulin ancien. Partout de vieux lavoirs ou de petits ponts qui relient les maisons aux rues par-dessus la rivière rappellent sa présence.
- Située au creux d'un vallon, Longny est entourée de champs et de bois. Elle est à 4 km de la forêt de Réno Valdieu traversée de multiples chemins balisés. Elle dispose aussi d'un complexe touristique, Monaco Parc, avec piscine, plan d'eau, pédalo, restaurant, etc. situé à la sortie de la ville sur la route Monceaux (D 111).
- Le coteau de la Bandonnière est un lieu protégé, qui contient des trésors naturels, accès au nord de Longny par la D 918 (direction Sainte-Anne).
- Le moulin de Rainville est situé au nord de la commune. Ce lieu est régulièrement ouvert pour des visites.

## Personnalités liées à la commune
- Pierre Thomas Le Roy (1773 à Longny-au-Perche - 1837), baron de Boisaumarié et de l'Empire, homme politique et haut fonctionnaire du Premier Empire.
- Ernest Hilaire Le Roy (1810 à Longny-au-Perche - 1872), 2e baron de Boisaumarié, fils du précédent, haut fonctionnaire et homme politique de la monarchie de Juillet et du Second Empire.
- Germaine Haye (née à Longny, rue Gaston Gibory, le 10 octobre 1888 et décédée à Mortagne-au-Perche le 18 avril 2002) a vécu 113 ans et 190 jours. Elle fut doyenne des Français du 6 juin 2001 au 18 avril 2002.
- Charles Pitou (1849-1927), poète, a vécu toute sa vie à Longny.
- Léonard Jean-Joseph Bourdon de la Cosnière (Longny 1758 - 1810), conventionnel.
- Émile Jumeau, concepteur et fabricant des « bébés Jumeau »
- 2nd Lt Cicero N. Morgan Jr. Aviateur américain mort sur la commune le 23 mai 1944.
- Docteur Herbert Le Porrier (1913-1977), auteur du roman La Rouille, a vécu ici pendant l'occupation allemande. Les événements de ce roman se déroulent à la même époque et dans un village dont le nom n'est pas cité mais qui est bien Longny au Perche; Dans son roman, on retrouve la description de la place, de la maison du docteur. Il nomme "Le Vieux Logis". Il décrit derrière la chapelle. On reconnait des habitants dont le nom réel est parfois donné.
- Abbé Brionne, curé de Longny dans les années 50, connu pour sa clique de clairons